# Сельмаш (платформа Куйбышевской железной дороги)
Сельма́ш — железнодорожная платформа Куйбышевской железной дороги на линии Ряжск — Сызрань, расположенная в черте города Каменка Пензенской области, в 5 км от станции Белинская (линия неэлектрифицирована).

## Общие сведения
Обслуживает жителей городского района, образовавшегося вокруг завода «Белинсксельмаш». В пределах пешей досягаемости станции находятся городская и районная администрации, городской рынок, значительные жилые массивы, дачи жителей Каменки. Осуществляются пригородние перевозки на Пензу, Пачелму .

## История
Движение по Сызрано-Вяземской железной дороге организовано в 1874 году. Платформа открыта в 1958 году в связи со строительством жилого района около завода «Белинсксельмаш».

## Деятельность
На станции осуществляются:
- Посадка и высадка пассажиров на (из) поезда пригородного и местного сообщения. Приём и выдача багажа не производятся[3].